# Портенко, Леонид Александрович
Леони́д Алекса́ндрович Порте́нко (1896—1972) — советский зоолог, орнитолог, доктор биологических наук. Исследователь орнитофауны арктических районов СССР.

## Биография
Высшее образование получил в Московском государственном университете (выпуск 1925 года). Ученик М. А. Мензбира и П. П. Сушкина.
На протяжении 1919—1926 гг. работал в Украине — был сотрудником биологической секции Постоянной комиссии для изучения природных богатств Украины физико-математического отдела Академии наук Украины, работал в зоологическом музее.
С 1929 по 1940 гг. сотрудник Арктического научно-исследовательского института (ныне — Арктический и Антарктический научно-исследовательский институт), с 1940 г. — сотрудник Зоологического института АН СССР.

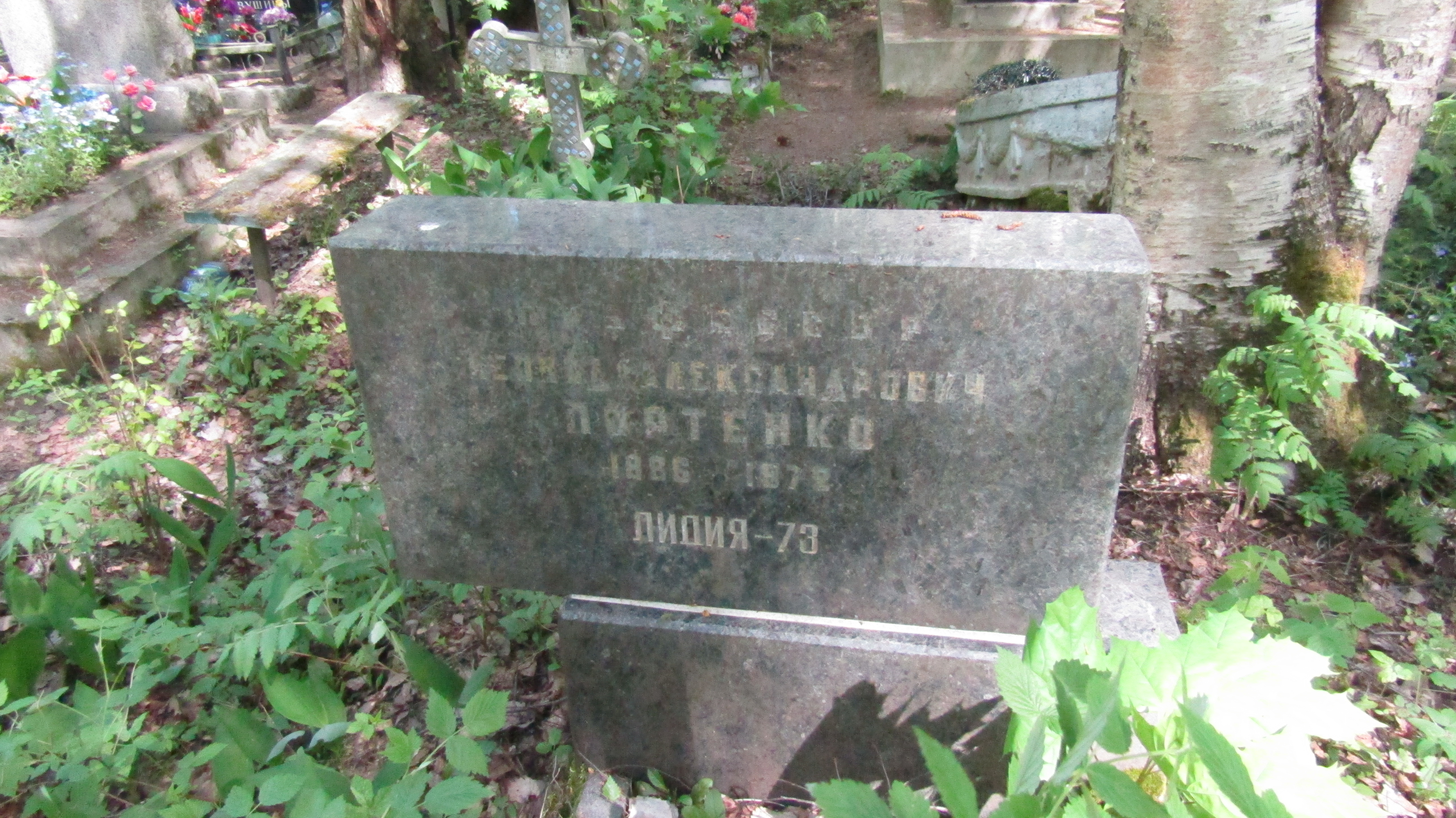
Могила Портенко Л.А. Северное кладбище, Санкт-Петербург.

## Научная деятельность
Круг научных интересов Портенко включал проблемы авифаунистики, зоогеографии и систематики.
Подтвердил единство фауны позвоночных циркумарктических тундр и необходимость выделения единой Голарктической зоогеографической области с Арктической, Палеарктической и Неарктической подобластями.
Провёл ряд научных экспедиций в малоизученные в зоологическом отношении и труднодоступные области СССР: Северный Урал, Новая Земля, северный Таймыр, Анадырьский край, Чукотский полуостров, о. Врангеля, Корякская земля, Камчатка и Курильские острова, проводил полевые исследования на Украине, Кавказе, в Казахстане и Средней Азии.
Результаты обработки обширных материалов, собранных в путешествиях, опубликованы в многочисленных работах, среди которых сводки по птицам Подолии (1928), Закарпатья (1950), нескольких монографиях: "Фауна птиц внеполярных частей Северного Урала (1973), «Фауна Анадырского края» (1939, 1941).
Основные результаты работы Л. А. Портенко в области систематики отражены в 4-томном определителе «Птицы СССР» (1951—1954), в котором им написаны разделы, посвященные воробьиным и некоторым другим отрядам. В этом издании Портенко преследовал цель выяснения внутривидовой изменчивости основных диагностических признаков (окраска, размеры)
Благодаря трудам Портенко и его учеников орнитофауна Северо-Восточной Азии относится сейчас к числу наиболее изученных в СССР.
Л. Портенко разработал схему орнитогеографического районирования всей территории СССР (1965) и отдельных регионов. Им составлены карты ареалов птиц фауны СССР в первых семи выпусках «Атласа распространения палеарктических птиц», издававшегося совместно Академиями наук СССР и ГДР.

## Награды и память
- орден Трудового Красного Знамени (17.05.1944)
- В 1956 году С. У. Строганов назвал в честь Л. А. Портенко подвид бурозубки Sorex cinereus portenkoi, который сейчас считают самостоятельным видом Sorex portenkoi.
- В 1967 году Ф. Б. Чернявский описал в честь Леонида Александровича подвид сибирского лемминга с острова Врангеля, который сейчас многими специалистами считается видом Lemmus portenkoi.

## Основные труды
- Фауна птиц внеполярной части северного Урала. — М. ; Л. : Изд-во АН СССР, 1937. — viii, 240 с.
- Фауна Анадырского края. Ч. 1. Птицы. — Л. : Изд-во Главсевморпути, 1939. — 2201 с.
- Фауна Анадырского края. Ч. 3. Млекопитающие. — Л. ; М. : Изд-во Главсевморпути, 1941. — 108 с.
- Птицы Чукотского полуострова и острова Врангеля. — Л. : Наука. — Ч. 1. — 1972. — 423 с. ; ч. 2. — 1973. — 323 с.
- Млекопитающие Корякского нагорья : материалы по распространению, численности. биологии и экономическому значению. — М. ; Л. : Изд-во АН СССР, (в соавт.)